# Roger Livesey
Roger Livesey, född 25 juni 1906 i Barry, Wales, död 4 februari 1976 i Watford, Hertfordshire, England, var en walesisk skådespelare. Livesey medverkade i såväl teaterpjäser som film från 1920-talets början fram till 1975. Han var gift med skådespelaren Ursula Jeans.

## Filmografi, urval
- 1936 – Rembrandt
- 1940 – Komplott!
- 1943 – Det började i Berlin
- 1945 – Det hände i Skottland
- 1946 – Störst är kärleken
- 1948 – Vice Versa
- 1949 – Det hände på Capri
- 1960 – Gentlemannaligan
- 1960 – Glädjespridaren
- 1964 – Läkaren och gatflickan
- 1969 – Hamlet